# سعيد محمد منصور
سعيد محمد منصور (مواليد 27 فبراير 1989) لاعب كرة قدم بحريني من دون نادي حاليا ويجيد اللعب في خط الوسط.

## السيرة الذاتية
في صيف 2016 قرر سعيد ترك سترة بعد هبوطه والانتقال إلى الصاعد حديثا إلى الدوري البحريني الممتاز البحرين ولكنه بعد مرور شهر من التعاقد تم فسخ العقد بين الطرفين بسبب طلب سعيد إجازة براتب لمرافقة زوجته وهو ما رفضه النادي الذي يحتاجه لتثبيت أقدامه في الدوري الممتاز.